# Поздний Бохай
Поздний Бохай (древнекор. 渤海 (Пальхэ) кит. 渤海, кор. 후발해(Хупархэ)) — протокорейское государство, существовавшее в X веке на территории Маньчжурии.

## История
В 926 году киданьский император Абаоцзи разгромил государство Бохай, часть земель в районе Тунляо аннексировал, часть земель включил в вассальное государство Дундань. В районах же населённых когурёсцами образовалась мощная военная сила продолжившая сопротивление. Один из членов правящей династии Бохая Да Гуансянь обратился за помощью к Корё, где его с почётом принял ван Ван Гон. Однако в помощи отказал.
Затем Да Гуансянь вернулся, и в 927 году на территории современной КНДР севернее реки Тэдон а также части провинции Гирин КНР основал государство Пальхэ. В 936 году его генерал  Еол Манхва (烈萬華) сверг его, и он сбежал в Корё. А генерал начал править от имени его внука переименовав государство в  Динъань.

## Известные правители
1. князь Да Гуансянь (大光顯/대광현) 926-936